# Myyrmäkitalo
La Myyrmäkitalo est un bâtiment construit dans le quartier Myyrmäki de Vantaa en Finlande.

## Présentation
La Myyrmäkitalo est située à côté de la gare de Myyrmäki et du centre commercial Myyrmanni.
Elle abrite des services municipaux tels que la bibliothèque de Myyrmäki, la maison d'art pour enfants Toteemi (fi), et Musée d'art Artsi

## Galerie

Vue du deuxième étage de la Myyrmäkitalo.
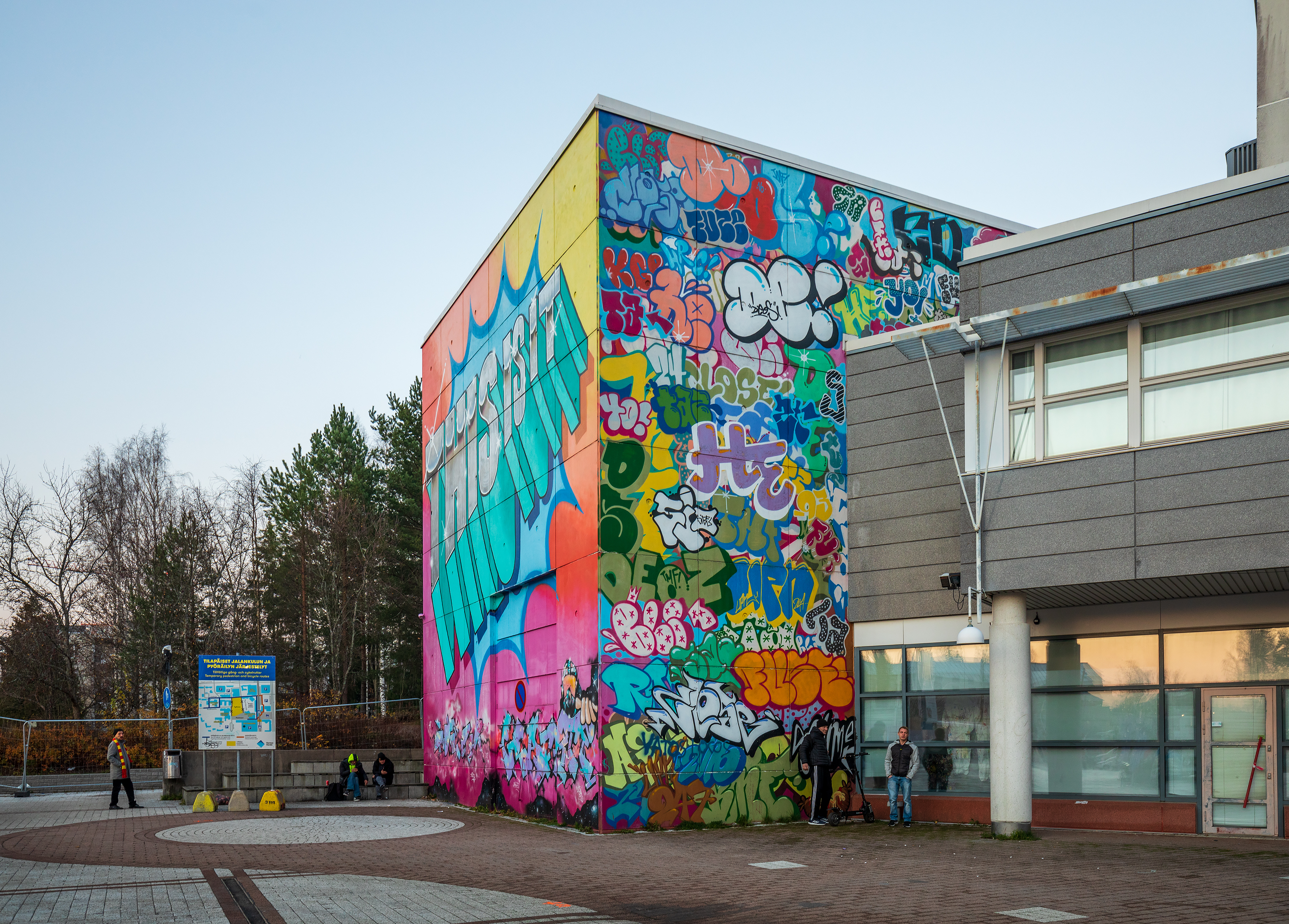
Mur de graffitis de la Myyrmäkitalo.
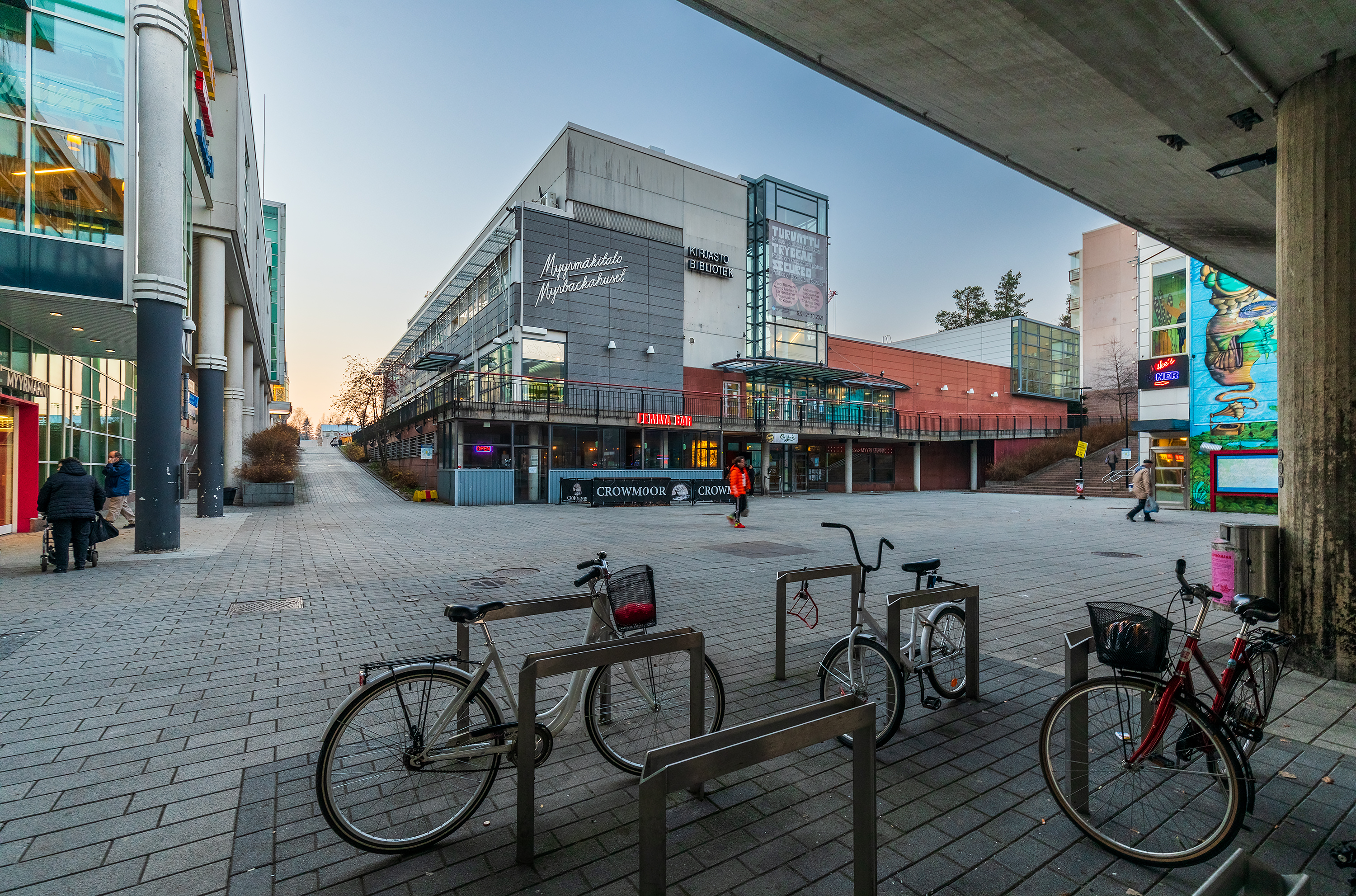
Place entre Paalukylänpolku et Kinorinne.
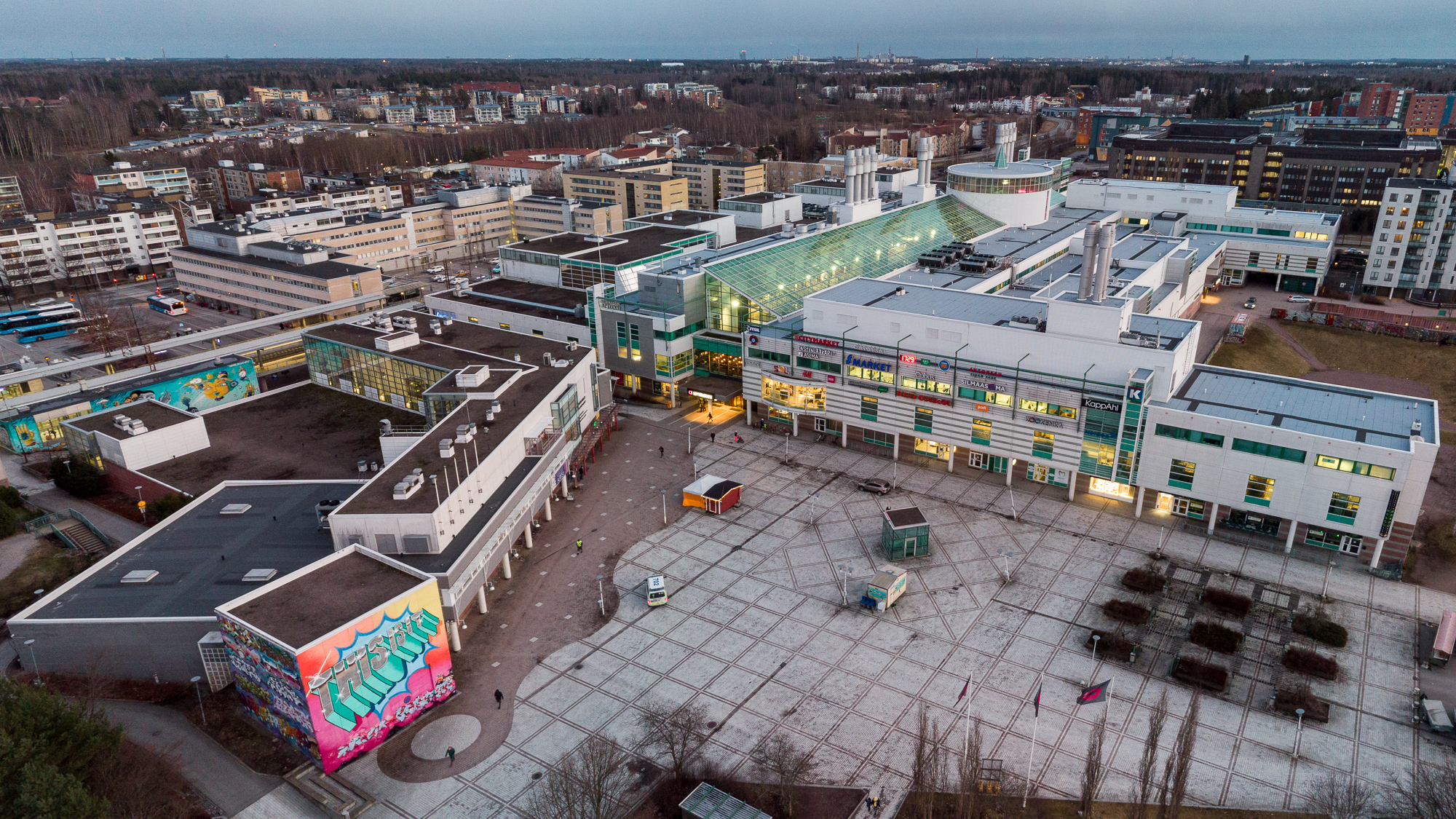
La Myyrmäkitalo et Myyrmanni en février 2020.